# Trendline
In analisi tecnica la trendline (linea di tendenza) è una retta che, in un grafico, unisce almeno due punti di massimo o di minimo. Viene utilizzata per evidenziare la tendenza dell'andamento del mercato e può essere di tre tipi:
- rialzista: congiunge due o più punti di minimo, evidenzia quindi una tendenza al rialzo
- ribassista: congiunge due o più punti di massimo, evidenzia quindi una tendenza al ribasso
- statica: congiunge due o più punti sullo stesso livello, evidenzia l'assenza di una tendenza definita